# Lluís Cerveró i Gomis
Lluís Cerveró i Gomis (València, 1902 - València, 1983) va ser un genealogista, historiador, advocat i professor valencià.
Va estudiar Dret a la Universitat de València i posteriorment va exercir com a professor a la Facultat de Dret de la Universitat de València durant diversos anys. Es va dedicar a la investigació dels arxius històrics valencians, recollint informació genealògica de diverses famílies valencianes d'utilitat per a altres historiadors, precisant cronologies i altres dades biogràfiques. Va publicar diversos treballs d'investigació històrica a l'Archivo de Arte Valenciano i als Anales del Centro de Cultura Valenciana, especialment sobre pintors valencians medievals, que després serien aplegats al llibre Pintores valentinos, su cronología y documentación (1960), una obra en forma de diccionari de pintors entre els segles xiv i XVIII, on s'ofereixen dades biogràfiques i es transcriu la documentació extreta, fonamentalment, de l'Arxiu del Regne de València, de l'Arxiu Municipal de València, de l'Arxiu del Patriarca (de protocols), de l'Arxiu Capitular de la Catedral de València i de l'Arxiu de l'Església de Sant Esteve. Aquest treball ha resultat de gran per a iniciar investigacions locals. Realitzà la transcripció documentada de la família Borja (segles XIII-XV) i d'altres famílies aristocràtiques. Va contribuir, a partir del seu treball en diversos arxius regionals, a l'esclariment de la cronologia i a la genealogia d'escriptors clàssics valencians. També es dedicà a recollir referències arxivístiques abundants sobre municipis valencians, molt útils per a iniciar investigacions locals. Actualment les seves fitxes manuscrites són dipositades a l'Arxiu del Regne de València. Fou acadèmic corresponsal de la Reial Acadèmia de Bones Lletres de Barcelona.